# Estación de esquí

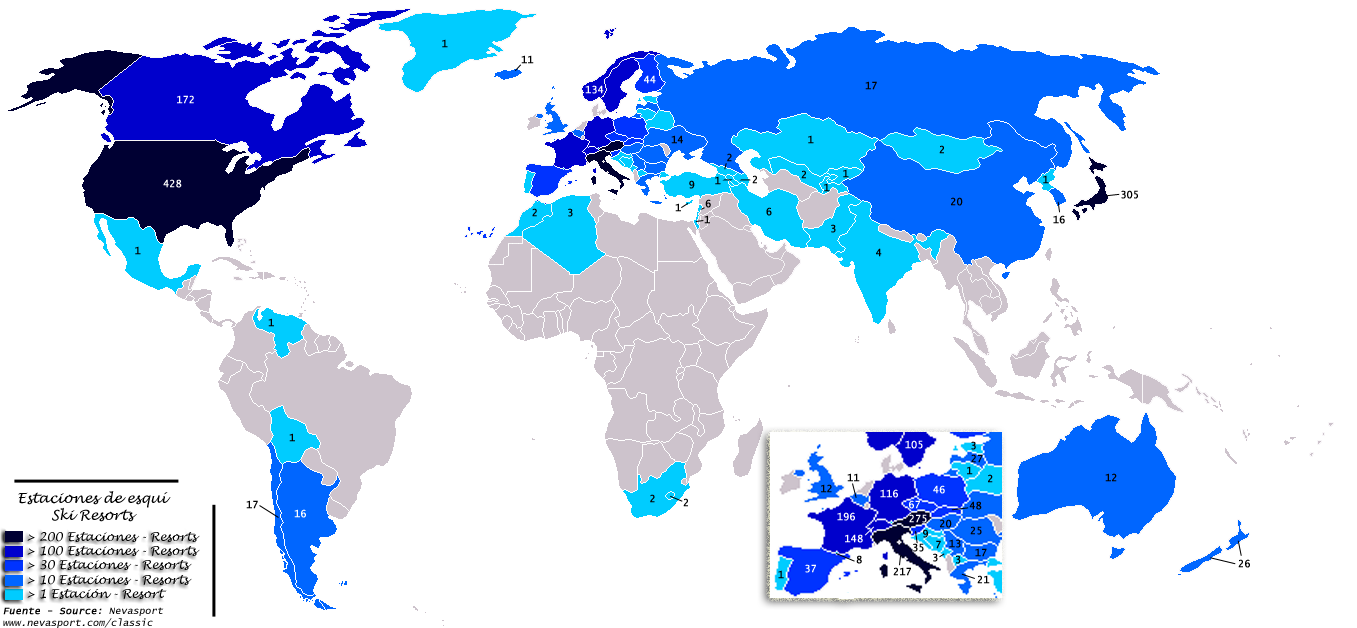
Estaciones de esquí del mundo, por país.

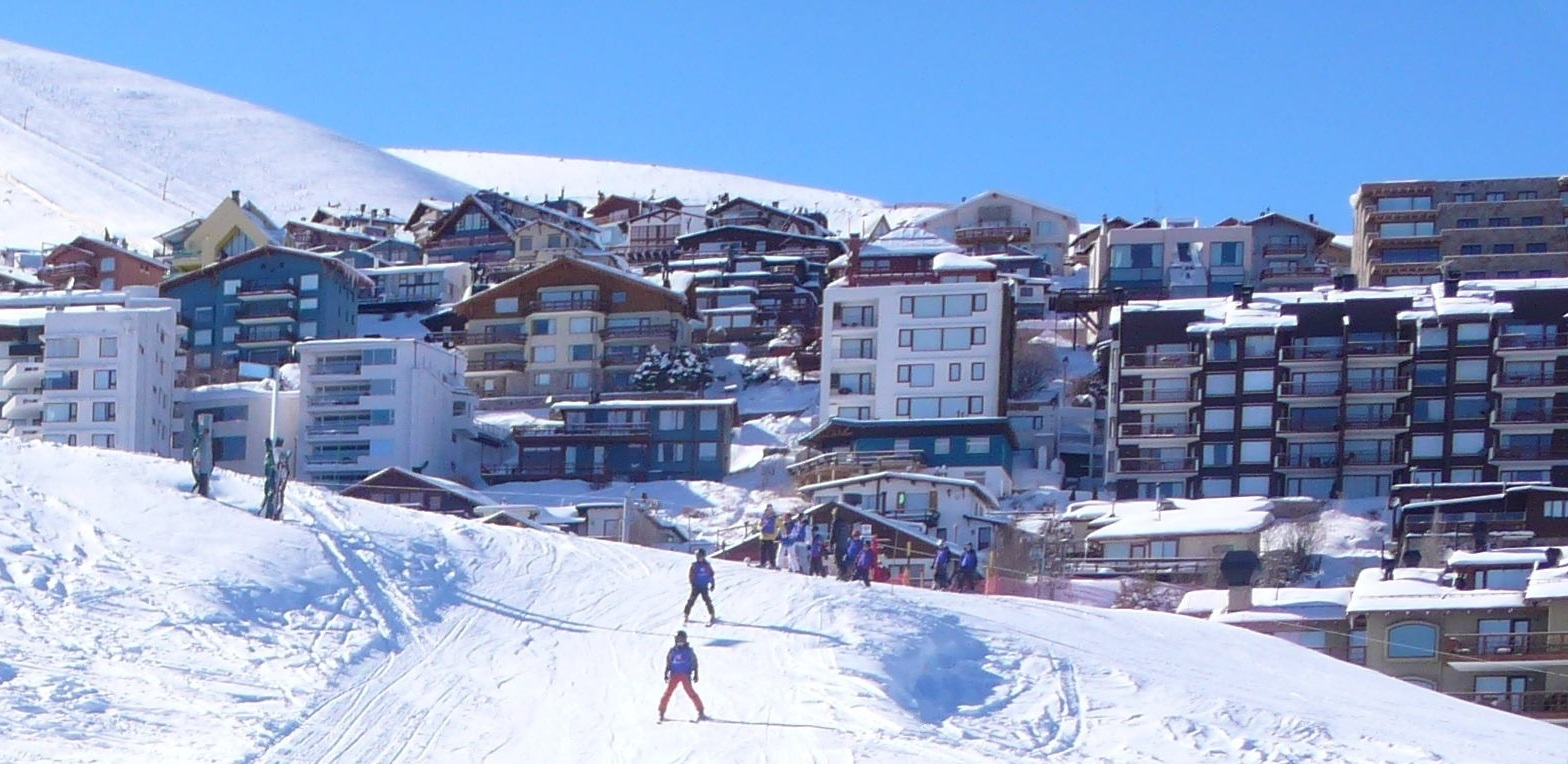
La Parva, Chile.

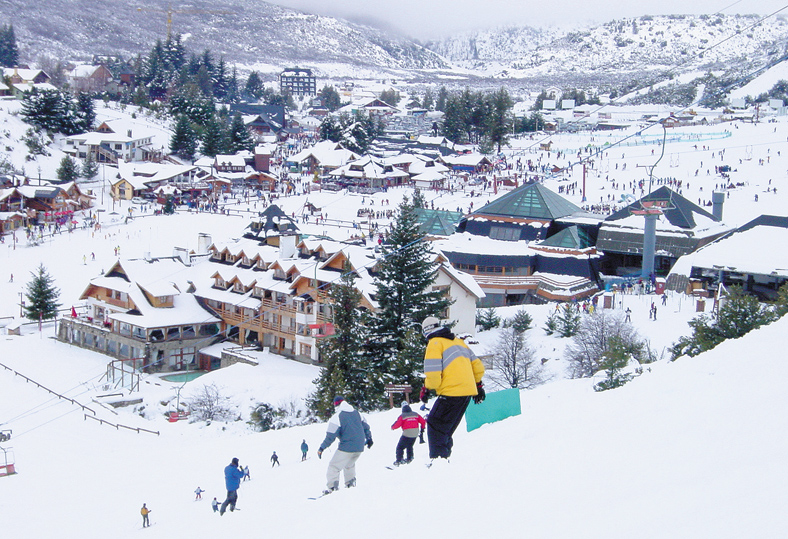
Cerro Catedral, Río Negro, Argentina.

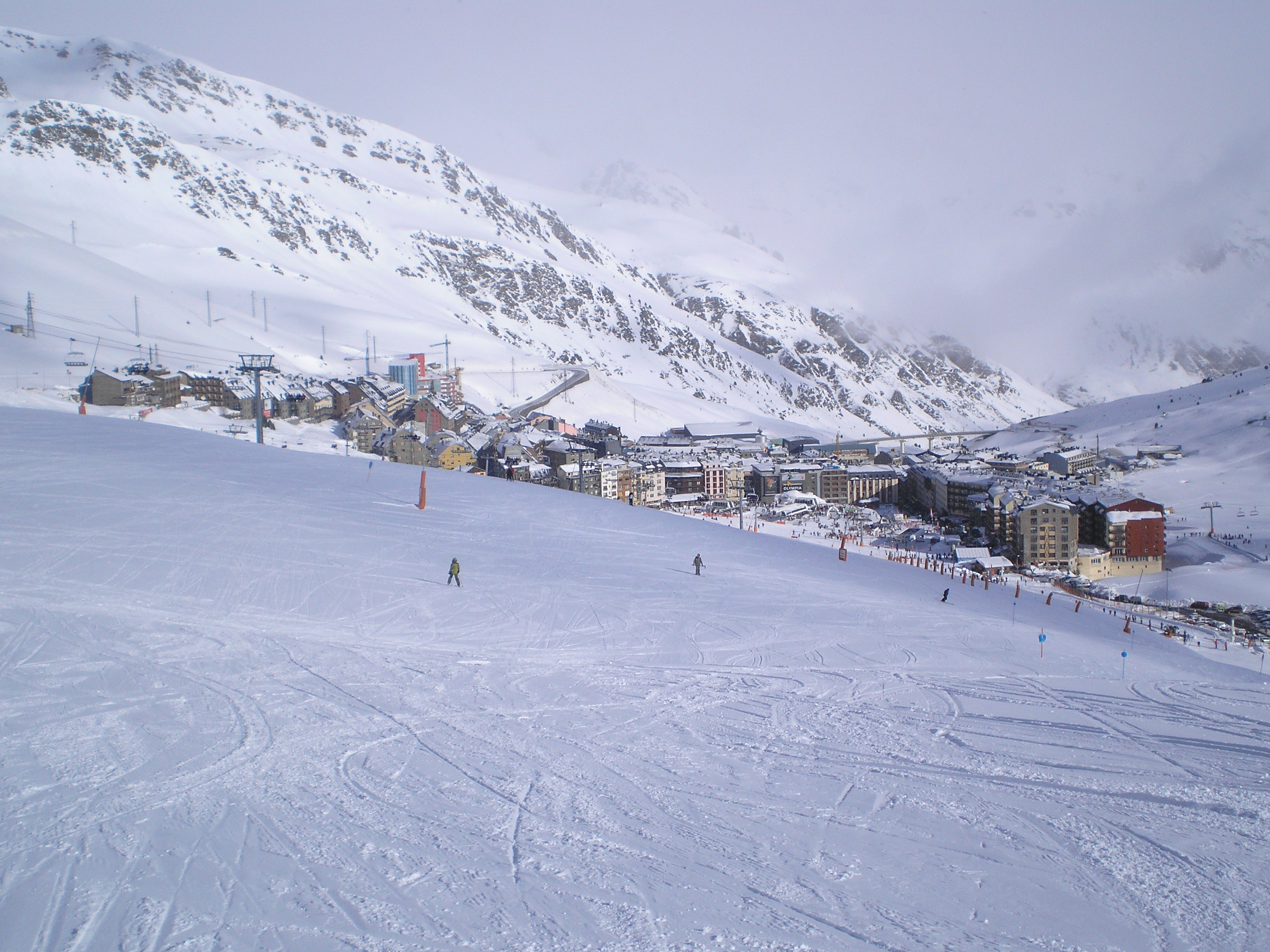
Grandvalira, y El Pas de la Casa, Andorra.

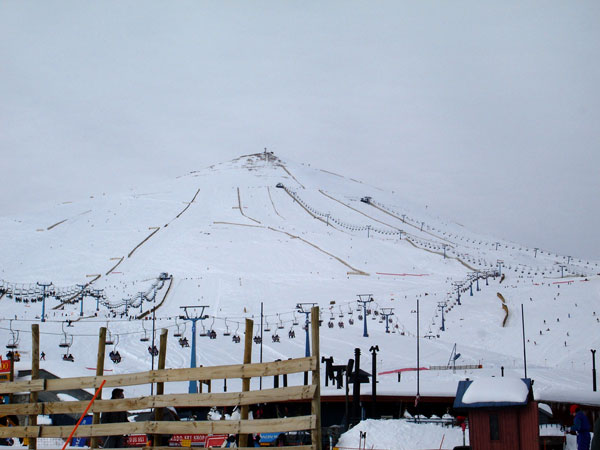
Telesillas en El Colorado, Chile.

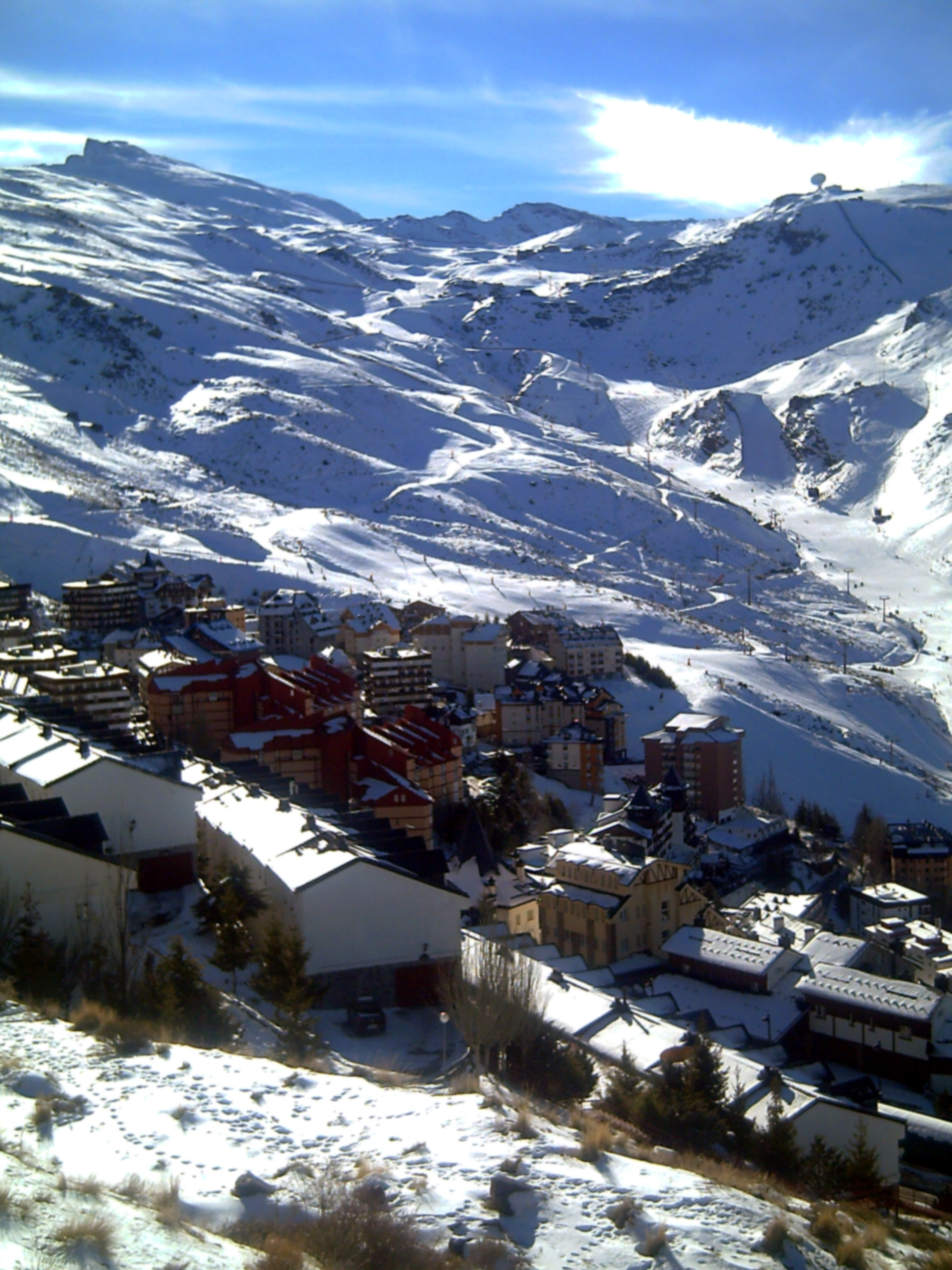
La estación de esquí de Sierra Nevada en el sur de Andalucía. Una de las más importantes de España.

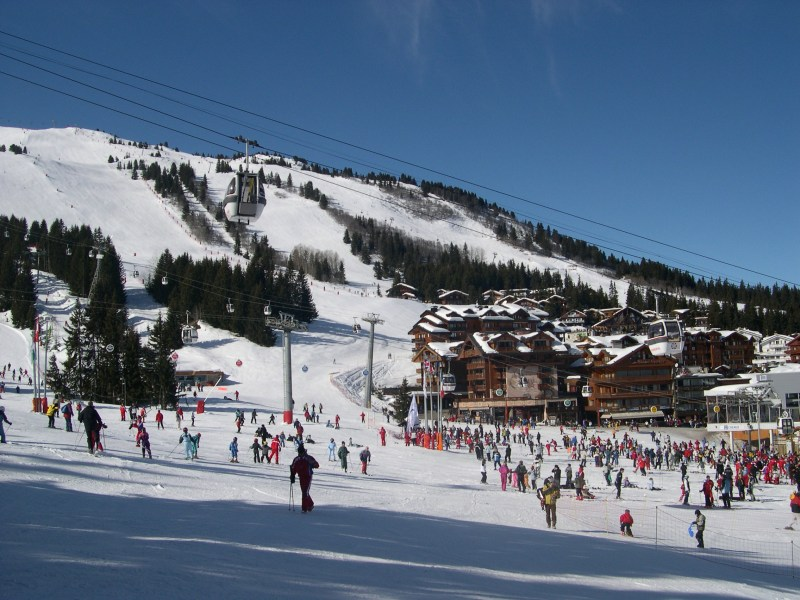
La estación de esquí de Courchevel, Francia.

Una estación de esquí (centro de esquí, en Hispanoamérica) es un área preparada para el disfrute de la nieve. Dispone de pistas de esquí balizadas preparadas por máquinas especiales y clasificadas por colores (verdes,amarillas azules, rojas, negras) así como pistas de fondo, hoteles para el descanso de los usuarios, remontes para el transporte de los esquiadores a zonas altas y diferentes servicios que pueden ir desde zona para usar trineos hasta pistas de patinaje.

## Tipos de pistas
- Verde: pistas muy fáciles, con poca pendiente (10-15%), generalmente muy cortas (menos de 500 metros), resguardadas climatológicamente y en cotas bajas. Son las ideales para los debutantes a la práctica de los deportes de nieve. Los remontes en estas pistas son más lentos y tienen menos fuerza que en el resto de tipo de pistas, para no intimidar al usuario.
- Azul: pistas fáciles e intermedias, estas pistas, con mayores pendientes que las verdes, suponen el siguiente paso en la práctica del esquí. Ya no son las pistas para aprender, por éstas, pasan esquiadores o snowboarders de todos los niveles, y los remontes para acceder a ellas ya no son especiales para los que están iniciándose.
- Roja: son pistas difíciles, son pistas para esquiadores o snowboarders de nivel medio-alto. Suelen ser pistas con una gran pendiente, en ocasiones superando el 40%.
- Negra: pistas muy difíciles, estas son pistas para esquiadores experimentados, la dificultad suele provenir de la gran pendiente sobre la que discurren (en ocasiones más del 50%), así como ser pasos muy estrechos en los que hace falta una gran destreza a la hora de realizar giros ya que no hay mucho espacio. Son las pistas balizadas más bonitas, ya que suelen estar en cotas altas y al tener muy grandes desniveles y pocos practicantes por la dificultad, las vistas desde éstas son espectaculares.
- Moradas/Violetas: pistas más difíciles que las negras, estas pistas se encuentran solamente en algunas estaciones específicas, por lo cual, su uso requiere de esquiadores profesionales.
- Itinerario (pistas marcadas con un color anaranjado): los itinerarios son rutas que propone la estación, pero que no están preparadas y además no suelen estar balizadas. Por lo que solo se recomienda hacerlas a aficionados expertos y a ser posible en grupos, ya que los servicios de la estación no cubren estas rutas, en las que la nieve no está pisada por máquinas ni esquiadores y el recorrido no está claramente definido, por lo que solo deberían realizarse si se conoce previamente. Son recorridos muy largos o especialmente difíciles que la estación los marca pero no toma responsabilidad.
- Fuera de pista: el esquí fuera de pista tiene las mismas características que los itinerarios, entraña dificultades técnicas y peligros naturales, como la posibilidad de aludes. Pero estas no están marcadas por la estación, básicamente consisten en el descenso de un esquiador muy experto por el monte, por donde él quiera, sin seguir un camino claro. El fuera pista es lo contrario a una pista de esquí, el esquiador baja por un lugar no marcado por balizas ni pisado por maquinaria y por donde no pasa habitualmente nadie.
- Fondo: son itinerarios de varios kilómetros especialmente preparados para los aficionados al esquí de fondo.

## Tipos de remontes
- Cinta
- Telecuerda
- Telebaby
- Telesquí
- Telesilla
- Telecabina
- Funicular

## Servicios
- Comida, desde cafeterías a distintas cotas, hasta restaurantes y self-services.
- Seguridad, suelen disponer de motos de nieve para trasladar rápidamente a lesionados y cuartos de primeros auxilios.
- Otros, teléfonos, megafonía y baños.
- Alojamiento, albergues y hoteles.[1]

## Carsharing
El carsharing de vehículos eléctricos se utiliza en estaciones de esquí por su no emisión de humos. El buen funcionamiento en las ciudades ha impulsado a implantarlo en Alpe d'Huez, donde se podrán utilizar Renault Twizy adaptados a las necesidades de la estación de esquí. Por ello, los vehículos estarán equipados con ruedas de contacto y la parte trasera estará equipada con un portaesquís.

## Otros términos
- Pistero
- Baliza
- Forfait